# アンダース・ビョーラー
アンダース・ビョーラー（Anders Björler、1973年2月26日 - ）は、スウェーデン・イェーテボリ出身のミュージシャン（ギタリスト）、映画監督、映像編集者。アット・ザ・ゲイツとザ・ホーンテッドのギタリストとして有名である。アット・ザ・ゲイツ及びザ・ホーンテッド等で、共に活動しているヨナス・ビョーラー (Jonas Björler)は、双子の弟である。スウェーデン語では、アンデシュ・ビョーラーの方が近い読みである。

## 略歴
1990年に、Infestationを結成し、ミュージシャンとしてのキャリアをスタートさせる。Infestationは、デモCDをリリースしたのみに終わる。同年中に、アット・ザ・ゲイツを、トーマス・リンドバーグ、ヨナス・ビョーラー、アルフ・スヴェンソン、エイドリアン・アーランドソンと共に結成する。ちなみに、トーマス・リンドバーグ、ヨナス・ビョーラーとは、Infestationでも共に活動していた。アット・ザ・ゲイツでは、半数以上の楽曲の作曲を行った。また、1990年に短期間ではあるが、Liers in Waitに参加していた。アット・ザ・ゲイツは、4枚のフルアルバムを発表した後、1996年に解散する。
1994年には、ディセクションのジョン・ノトヴェイト、ヨナス・ビョーラー、エイドリアン・アーランドソンと共に、テラーを結成するが、デモをリリースしたのみに終わっている。
アット・ザ・ゲイツ解散後、ヨナス・ビョーラー、エイドリアン・アーランドソン、及び当時Seance、サタニック・スローターのパトリック・ヤンセンと共に、ザ・ホーンテッドを結成する。2001年から2002年にかけて、学業専念のため一時期ザ・ホーンテッドを脱退しているが、間もなく復帰し、活動している。ザ・ホーンテッドでも、多くの曲の作曲を行っている。
2007年には、アット・ザ・ゲイツをライブ活動限定、期間限定で再結成し、2008年に、再び解散した。更に2011年に再々結成し、ライブ活動を行う。
2012年10月、ザ・ホーンテッドを脱退した。脱退後は、アット・ザ・ゲイツに加えて、ソロプロジェクトを立ち上げ活動していく。
2013年に、初のソロ・アルバム『Antikythera』をリリースした。ソロ・アルバムではギターに加えて、キーボード、メロトロンやモーグ・シンセサイザーなどの鍵盤楽器も担当した。また、ゲストにはメシュガーのティック・ロウグレン (B)らが参加した。
2017年3月、アット・ザ・ゲイツを脱退した。
また、ホラー映画のファンで、自身で映画を撮るほどであった。その関係からか、ミュージック・ビデオやドキュメンタリーの監督、編集も行うようになった。
2022年､アット・ザ・ゲイツに再び加入した。

## ディスコグラフィー

### Infestation
- 1990年 When Sanity Ends （Demo）

### アット・ザ・ゲイツ (At The Gates)
- 1992年 ザ・レッド・イン・ザ・スカイ・イズ・アワーズ The Red In The Sky Is Ours
- 1993年 ウィズ・フィアー・アイ・キッス・ザ・バーニング・ダークネス With Fear I Kiss The Burning Darkness
- 1994年 ターミナル・スピリット・ディズィーズ Terminal Spirit Disease
- 1995年 スローター・オブ・ザ・ソウル Slaughter of the Soul
- 2014年 アット・ウォー・ウィズ・リアリティ "At War with Reality"

### テラー (Terror)
- 1994年 Demo '94 （Demo）

### ザ・ホーンテッド (The Haunted)
- 1998年 ザ・ホーンテッド The Haunted
- 2000年 ザ・ホーンテッド・メイド・ミー・ドゥ・イット The Haunted Made Me Do It
- 2003年 ワン・キル・ワンダー One Kill Wonder
- 2004年 リヴォルヴァー rEVOLVEr
- 2006年 ザ・デッド・アイ The Dead Eye
- 2008年 ヴァーサス Versus
- 2011年 アンシーン Unseen

### ソロ名義
- 2013年 Antikythera

## フィルモグラフィー
- 2006年 The Dead Eye - The Haunted (ミュージック・ビデオ）
- 2007年 The Drowning - The Haunted （ミュージック・ビデオ）
- 2008年 Moronic Colossus - The Haunted （ミュージック・ビデオ）
- 2009年 Under A Serpent Sun - The Story Of At the Gates - At the Gates （ドキュメンタリー）
- 2009年 Live at Wacken 2008 - At the Gates (ライヴ)
- 2010年 Road Kill - On the Road With The Haunted - The Haunted （ドキュメンタリー）
- 2010年 We Are The Void "Studio Report 2009 - Dark Tranquillity （ドキュメンタリー）